# Värmsjön
Värmsjön är en sjö i Lindesbergs kommun i Västmanland och ingår i Norrströms huvudavrinningsområde. Sjön har en area på 0,0949 kvadratkilometer och ligger 92,7 meter över havet.

## Delavrinningsområde
Värmsjön ingår i det delavrinningsområde (661117-147344) som SMHI kallar för Mynnar i Björkasjön. Medelhöjden är 85 meter över havet och ytan är 43,72 kvadratkilometer. Det finns inga avrinningsområden uppströms utan avrinningsområdet är högsta punkten. Vattendraget som avvattnar avrinningsområdet har biflödesordning 3, vilket innebär att vattnet flödar genom totalt 3 vattendrag innan det når havet efter 208 kilometer. Avrinningsområdet består mestadels av skog (70 procent). Avrinningsområdet har 0,78 kvadratkilometer vattenytor vilket ger det en sjöprocent på 1,8 procent.